# 王者制造：选战之狐
是2022年上映的韓國剧情片，由《不汗黨：壞傢伙們的世界》的導演邊聖鉉执导，薛景求、李善均主演，2022年1月26日在韓國上映。

## 劇情概要
講述了反對獨裁政權、企盼民主主義、懷揣總統夢的政治家與其背後攪動競選局面的天才戰略家、人稱“選舉鬼才”的男子在上世紀60-70年代所經歷的波瀾萬丈的故事。

## 演員陣容

### 主演角色
- 薛景求 飾演 金澐範
- 李善均 飾演 徐昌大

### 其他角色
- 刘在明 飾演 金榮浩
- 趙祐鎮 飾演 李室長
- 朴仁焕 飾演 姜仁山
- 李海英 飾演 李韓相
- 金盛吳 飾演 朴秘書
- 全裴修 飾演 李輔助官
- 徐恩秀 飾演 秀妍
- 金鍾洙 飾演 朴基洙总统
- 尹敬浩 飾演 金景俊部長
- 朴亨洙 飾演 鄭賢
- 金玺碧 飾演 明淑
- 鄭載成 飾演 金炳燦
- 尹世雄（朝鲜语：윤세웅 (성우)） 飾演 尹秘書
- 徐相元（朝鲜语：서상원 (1967년)） 飾演 忠載
- 许栋元 飾演 李韓相的參謀
- 金在華 飾演 競選主持人
- 崔光濟 飾演 相聲男
- 尹始奉 飾演 相聲女
- 鄭宇赫（朝鲜语：정우혁） 飾演 参谋长联席会议长
- 李華龍（朝鲜语：이화룡 (배우)） 飾演 在野黨议员

### 特別出演
- 裴宗玉 飾演 李熙藍
- 陳善圭 飾演 開場時的农民
- 李在源 飾演 運動員7
- 金智勳 飾演 運動員8
- 金姝怜 飾演 姜教授
- 張仁燮 飾演 木浦港煙民兒子

## 上映發行
- 該片原定2021年12月29日上映，受韓國當地COVID-19疫情影響，發行方決定推遲上映。[3][4]
- 2022年2月24日起開始提供VOD家庭點播服務。[5]
- 本片於2022年10月及11月的香港亞洲電影節放映三場[6]，並無商業院線播映。

## 獲獎與提名
| 年份 | 頒獎典禮                   | 獎項             | 入圍者         | 結果 | 備註              |
| ---- | -------------------------- | ---------------- | -------------- | ---- | ----------------- |
| 2022 | 第58屆百想藝術大獎         | 最佳導演         | 邊聖鉉         | 獲獎 | [ 7 ] [ 8 ] [ 9 ] |
| 2022 | 第58屆百想藝術大獎         | 最佳男配角       | 趙祐鎮         | 獲獎 | [ 7 ] [ 8 ] [ 9 ] |
| 2022 | 第58屆百想藝術大獎         | 最優秀男子演技獎 | 薛景求         | 獲獎 | [ 7 ] [ 8 ] [ 9 ] |
| 2022 | 第58屆百想藝術大獎         | 最優秀男子演技獎 | 李善均         | 提名 | [ 7 ] [ 8 ] [ 9 ] |
| 2022 | 第58屆百想藝術大獎         | 最佳劇本         | 邊聖鉉         | 提名 | [ 7 ] [ 8 ] [ 9 ] |
| 2022 | 第58屆百想藝術大獎         | 藝術獎           | 趙亨來(攝影)   | 提名 | [ 7 ] [ 8 ] [ 9 ] |
| 2022 | 第58屆百想藝術大獎         | 藝術獎           | 韩亚凛(美術)   | 提名 | [ 7 ] [ 8 ] [ 9 ] |
| 2022 | 第58屆百想藝術大獎         | 最佳作品         | 邊聖鉉         | 提名 | [ 7 ] [ 8 ] [ 9 ] |
| 2022 | 第24屆遠東電影節           | My Movie獎       | 邊聖鉉         | 獲獎 | [ 10 ]            |
| 2022 | 第27屆春史國際電影節       | 最佳男配角       | 趙祐鎮         | 提名 | [ 11 ]            |
| 2022 | 第27屆春史國際電影節       | 最佳男主角       | 薛景求         | 提名 | [ 11 ]            |
| 2022 | 第27屆春史國際電影節       | 最佳導演         | 邊聖鉉         | 提名 | [ 11 ]            |
| 2022 | 第31屆釜日電影獎           | 最佳劇本         | 邊聖鉉         | 提名 | [ 12 ]            |
| 2022 | 第31屆釜日電影獎           | 最佳男配角       | 趙祐鎮         | 提名 | [ 12 ]            |
| 2022 | 第31屆釜日電影獎           | 最佳男主角       | 薛景求         | 提名 | [ 12 ]            |
| 2022 | 第31屆釜日電影獎           | 美術/技術獎      | 韩亚凛         | 提名 | [ 12 ]            |
| 2022 | 第31屆釜日電影獎           | 攝影獎           | 趙亨來         | 提名 | [ 12 ]            |
| 2022 | 第31屆釜日電影獎           | 最佳導演         | 邊聖鉉         | 提名 | [ 12 ]            |
| 2022 | 第42屆韓國電影評論家協會獎 | 最佳男配角       | 趙祐鎮         | 獲獎 |                   |
| 2022 | 第42屆韓國電影評論家協會獎 | 年度十佳電影     | 不適用         | 獲獎 |                   |
| 2022 | 第43届青龙电影奖           | 最佳電影         | 不適用         | 提名 | [ 13 ]            |
| 2022 | 第43届青龙电影奖           | 最佳導演         | 邊聖鉉         | 提名 | [ 13 ]            |
| 2022 | 第43届青龙电影奖           | 最佳男主角       | 薛景求         | 提名 | [ 13 ]            |
| 2022 | 第43届青龙电影奖           | 最佳劇本         | 邊聖鉉、金民洙 | 提名 | [ 13 ]            |
| 2022 | 第43届青龙电影奖           | 最佳美術         | 韩亚凛         | 獲獎 | [ 13 ]            |
| 2022 | 第43届青龙电影奖           | 最佳剪輯         | 金尚範         | 提名 | [ 13 ]            |
| 2022 | 第43届青龙电影奖           | 最佳攝影照明     | 趙亨來、李吉奎 | 提名 | [ 13 ]            |
| 2022 | 第58屆大鐘獎               | 最佳電影         | 不適用         | 提名 |                   |
| 2022 | 第58屆大鐘獎               | 最佳導演         | 邊聖鉉         | 獲獎 |                   |
| 2022 | 第58屆大鐘獎               | 最佳男主角       | 薛景求         | 提名 |                   |
| 2022 | 第58屆大鐘獎               | 最佳男配角       | 趙祐鎮         | 提名 |                   |
| 2022 | 第58屆大鐘獎               | 最佳美術         | 韩亚凛         | 提名 |                   |
| 2022 | 第58屆大鐘獎               | 最佳服裝設計     | 曹熙蘭         | 提名 |                   |
| 2022 | 第58屆大鐘獎               | 最佳照明         | 李吉奎         | 提名 |                   |
| 2022 | 第42屆黃金攝影獎電影節     | 最優秀作品獎     | 不適用         | 獲獎 | [ 14 ]            |

## 外部鏈接
- NAVER上《王者制造：选战之狐》的資料
- Daum上《王者制造：选战之狐》的資料

- 韩国电影数据库（KMDb）上《王者製造》的資料